# Innocente Chersi
Innocente Chersi nato con il cognome di Chersich (Cherso, 15 dicembre 1861 – Pola, 23 settembre 1943) è stato un politico italiano.

## Biografia
Dopo aver preso la laurea in giurisprudenza divenne avvocato e nel frattempo cominciò la sua attività politica e come prima carica divenne podestà di Cherso, sua città natale nell'isola omonima.
Il 19 novembre 1921 divenne presidente del Margraviato d'Istria italiano, che venne dissolto e trasformato nella provincia di Pola il 18 gennaio 1923 in seguito all'avvento del fascismo e alla perdita di ogni residua autonomia asburgica dell'Istria. Nella nuova provincia ottenne la carica di Regio commissario per gli affari autonomi della Provincia d'Istria.
Il 30 settembre 1920 venne nominato senatore del Regno e nel 1929 italianizzò il suo cognome da Chersich a Chersi.
Morì nella sua casa di Pola il 23 settembre 1943 per cause naturali, dove si era rifugiato in seguito alla caduta del fascismo il 25 luglio. 
Pochi giorni prima della sua scomparsa (il 9 settembre) la città istriana era stata occupata dai nazisti e inclusa nella Zona d'operazioni del Litorale adriatico.